# Saint-Cyprien-sur-Dourdou
Saint-Cyprien-sur-Dourdou korábbi község Franciaország Okcitánia régiójában, Aveyron megyében. Lakosainak száma 861 fő (2018. január 1.). Saint-Cyprien-sur-Dourdou Auzits, Conques, Firmi, Nauviale, Noailhac, Pruines, Saint-Christophe-Vallon, Sénergues és Conques-en-Rouergue községekkel határos.
2016. január 1-jén három másik korábbi községgel egyesült és az így létrejött Conques-en-Rouergue új község része lett.

## Népesség
A település népessége az elmúlt években az alábbi módon változott:
| Lakosok száma | 1020 | 925  | 849  | 778  | 766  | 813  | 858  | 865  | 894  | 861  |
|               | 1962 | 1968 | 1982 | 1990 | 1999 | 2008 | 2011 | 2013 | 2017 | 2018 |